# Avenc de la Pedrera
L'Avenc de la Pedrera és un jaciment del País Valencià situat en plena comarca de la Ribera Baixa, a l'actual municipi de Benicull, antigament part de Polinyà de Xúquer.
El Servei de Recerca Prehistòrica de la Diputació de València estudià el jaciment. Les restes humanes trobades, que aparegueren amb els seus respectius aixovars, foren llançades per la boca zenital de la cova.

## Introducció

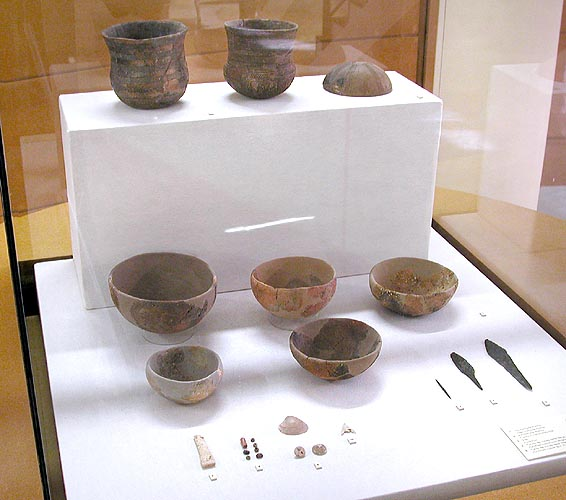
Vitrina 52 del Museu de Prehistòria de València amb l'aixovar de l'Avenc de la Pedrera

El 17 de novembre de 1973, un grup d'escolars de Benicull, orientats pels seus mestres N'Albert Ripoll i Na Carme Ezquera, trobaren a l'Avenc de la Pedrera, en una gruta, vestigis d'època prehistòrica. Gràcies als mestres, que van donar avís a les autoritats, l'avenc fou estudiat per l'historiador José Aparicio Pérez, del Servei de Recerca Prehistòrica i de la Diputació Provincial de València. També cal assenyalar que a causa de la seva escassa població en aquella època, la hui capital municipal, Benicull, era considerada com un barri adscrit a Polinyà de Xúquer. Dins de l'avenc es trobaren cossos humans llançats a la cova des de l'obertura zenital. Aquestes restes humanes duien el seu corresponent aixovar funerari. També hi aparegueren alguns fragments de vasos campaniformes i dos d'ells quasi sencers, alguns bols, un punyal de llengüeta, una punta de Palmela, una punta de fletxa tallada en sílex, un punxó de coure, grans de collaret, botons amb perforació en V, així com una agulla o punxó d'os.

## Història de la recerca
El jaciment de l'Avenc de la Pedrera, l'estudià en primícia José Aparicio Pérez (1978). De moment, el seu treball, publicat en l'Arxiu de Prehistòria Llevantina, ha suposat la principal referència bibliogràfica sobre aquest enclavament arqueològic. Malgrat que algunes de les conclusions a què arribà aquest estudiós hui es troben superades, sobretot pel que fa a la cronologia de la fase cultural -la del vas campaniforme-, la metodologia que proporcionà el llavors jove historiador fou realment positiva. Lluny dels canvis epistemològics de la ciència i amb les evidents connotacions teòriques, alguns autors posteriors es limitaren pràcticament a repetir el que ja s'havia escrit sobre l'Avenc de la Pedrera. La cronologia que José Aparicio Pérez donà per al jaciment era d'entre els anys 1700-1600 ae, però hui dia s'estipula una cronologia calibrada i molt més alta, situada entre 2500-2100 ae. Bernabeu Aubán (1984: 11) també en postulà una datació errònia, del 2000 i 1700-1600 ae. Un recorregut historiogràfic sobre el problemàtic vas campaniforme, però, i amb especial èmfasi en el territori de l'actual País Valencià, pot trobar-se sintetitzat magistralment per Juan Cabaniles (2005). També cal destacar altres estudis que s'han centrat en algunes de les restes òssies de l'Avenc de la Pedrera, que semblen realitzades en ivori (Pascual Benito, 1995).

## Materials
El jaciment s'ha datat en una fase transicional entre l'Eneolític i l'edat del bronze valencià, és a dir, entre els anys 2500-2100 ae. Aquesta cronologia és absoluta i calibrada segons les últimes recerques, però en qualsevol cas el jaciment està inserit en plena cultura del vas campaniforme. Els materials arqueològics són diversos. L'aixovar es compon tant per ceràmica com per metall, i amb alguns elements de tipus ossi: tot seguit es relacionen seguint l'autor Bernabeu Aubán (1984: 15-16).

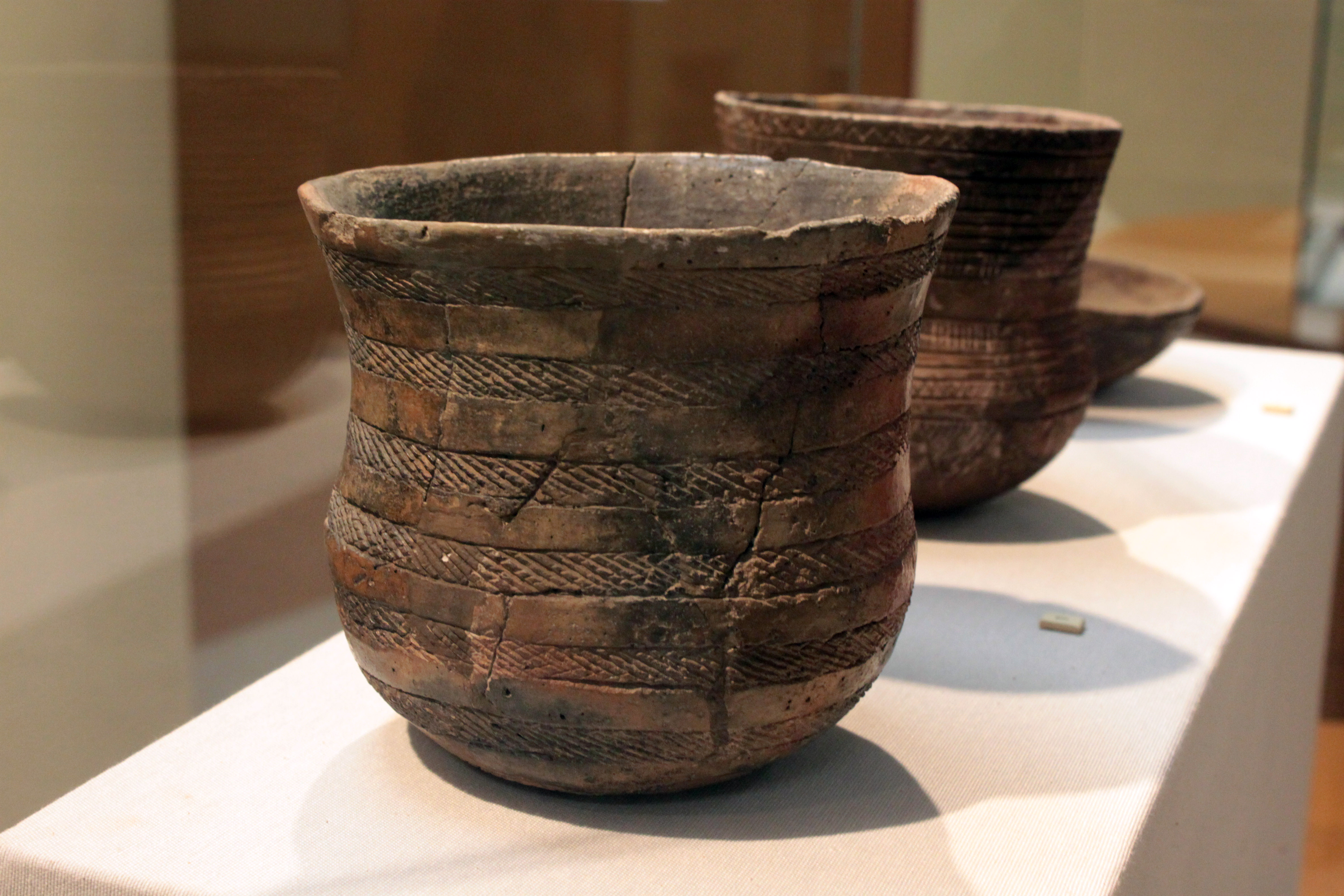
Vasos campaniformes de l'Avenc de la Pedrera exposats al Museu de Prehistòria de València

### Ceràmica
1. Vas campaniforme de perfil suau en S i base plana, amb decoració incisa.
2. Vas campaniforme de perfil marcat en S i base en òmfal.
3. Bol hemisfèric de base en òmfal i decoració puntada.
4. Bol hemisfèric amb decoració incisa campaniforme.
5. Fragment de galb amb decoració incisa campaniforme.
6. Bol hemisfèric pla i sense decoració.
7. Bol hemisfèric de base en òmfal i sense decoració.
8. Bol hemisfèric pla i sense decoració.
9. Dos bols globulars sense decoració.

### Metall
1. Punyal amb llengüeta ampla i dentada en coure.
2. Punta de Palmela de coure.
3. Punxó curt de coure de secció quadrada.
4. Dos botons d'ivori, cònics amb perforació en V.

### Altres materials
1. Fragment d'espàtula d'os de secció plana.
2. Un gra de collaret cilíndric en pedra rogenca (possiblement rodonita).
3. Cent trenta-nou grans discoïdals produïts amb materials diversos.
4. Una punta de fletxa d'aletes i peduncle de sílex.
5. Dos Conus i una Cypraea perforats.

## Conclusions
L'Avenc de la Pedrera és un jaciment arqueològic emblemàtic del vas campaniforme al País Valencià. Es tracta d'un context funerari en cova i fonamentalment campaniforme. Sembla que els cossos llançats a la cova, acompanyats del seu aixovar, tenien una edat compresa entre els 7 i 12 anys. Els cossos es trobaren dispersos dins de l'avenc i es dedueix una preferència per cavitats verges, és a dir, aquelles que no s'havien emprat abans per a l'execució d'aquestes pràctiques funeràries, documentades al llarg de tots els actuals Països Catalans.